# Epífisis capital femoral deslizada

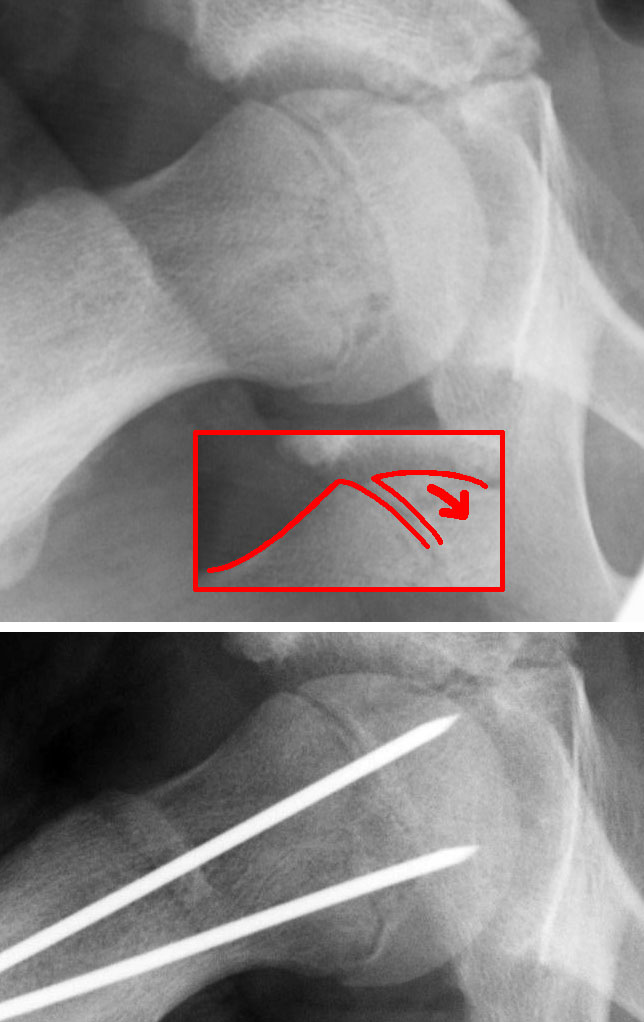
"Epífisis capital femoral deslizada" (SCFE o skiffy, o coxa vara adolescentium). Radiografía: epífisis capital femoral deslizada. Especialidad: cirugía ortopédica. Síntomas: dolor inguinal, dolor en el muslo o la rodilla, forma anormal de caminar y disminución del grado de movimiento. Aparición habitual: adolescencia. Factores de riesgo: obesidad, hipotiroidismo.

La epífisis desprendida, epifisis femoral proximal deslizada, deslizamiento epifisario de la cabeza de fémur, o epífisis del capitel femoral deslizada (Slipped capital femoral epiphysis (SCFE) o skiffy en inglés), también coxa vara adolescentium, es un término médico que hace referencia a una fractura que atraviesa la placa de crecimiento (fisis) y que provoca el deslizamiento del extremo de la cabeza del fémur (metafisis) que se produce solo en niños y adolescentes.
Si se fractura esta placa de crecimiento, el área situada sobre ella es dolorosa y está inflamada, y el niño tiene problemas para mover el miembro afectado.
El cuello del fémur afectado, puede dejar de crecer o crecer torcido. La SCFE es el trastorno de la articulación de la cadera más común en la adolescencia.
En general, las SCFE causan dolor inguinal en el lado afectado, aunque a veces causan dolor de rodilla o muslo. Uno de cada cinco casos implica ambas caderas, lo que provoca dolor en ambos lados del cuerpo. Los casos de SCFE son un poco más comunes en varones adolescentes, especialmente en jóvenes de raza negra, aunque también afecta a mujeres. Aunque cualquier niño puede padecer de dicha enfermedad, el principal factor de riesgo es la obesidad infantil.

## Patogenia
La desripción de cómo se desarrolla el proceso, de qué forma las causas producen, en la cabeza del fémur, la aparición de la enfermedad es la patogenia de la SCFE.
Normalmente, la cabeza del fémur, llamada «capitel femoral» ( 'femoral capital'  en inglés) debe estar colocada en ángulo recto con respecto al eje del cuello del fémur.
El movimiento anormal a lo largo de la placa de crecimiento, o lámina epifisaria, provoca el deslizamiento (slippin en inglés).
De hecho, el término epífisis capitel femoral deslizada es una denominación inexacta, ya que la epífisis (parte final de un hueso) permanece en su posición anatómica normal en el acetábulo de la cadera. En realidad, lo que se desliza en sentido anterior con rotación externa es la metáfisis (parte del cuello del hueso).

## Signos y síntomas
Síntomas
En general, una SCFE causa dolor inguinal, aunque también puede causar dolor solamente en el muslo o la rodilla, porque el dolor puede notarse a lo largo de la distribución del nervio obturador.
El dolor puede ocurrir en ambos lados del cuerpo (bilateral), ya que hasta el 40 % de los casos implican deslizamiento en ambos lados.  Los casos de SCFE bilateral suelen ocurrir con un año de diferencia.
Signos
Los signos de una SCFE incluyen: una forma anormal de caminar y disminución del grado de movimiento. A menudo, el rango de movilidad de la cadera está restringido en la rotación interna, la abducción y la flexión.

### Complicaciones
La falta de tratamiento de una SCFE puede llevar a: la muerte del tejido óseo de la cabeza femoral (necrosis avascular), enfermedad degenerativa de cadera (osteoartritis de cadera), anomalías en la forma de caminar y dolor crónico. La SCFE está asociada con un riesgo mayor de artritis de la articulación de la cadera en el transcurso de la vida. Entre el 17 % y el 47 % de los casos graves de SCFE provocan la muerte del tejido óseo (osteonecrosis).

## Fisiopatología
El estudio de los mecanismos de producción de esta enfermedad que se encuentran  localizados en los niveles del tejido tienen consecuencias en la anatomía del fémur, se conoce como fisiopatología de la SCFE.
La tensión alrededor de la cadera hace que se aplique una fuerza cortante en la placa de crecimiento. Mientras el trauma juega su papel en la manifestación de la  fractura, se manifiesta una debilidad intrínseca en el cartílago de crecimiento.
La incidencia casi única de la SCFE durante el crecimiento repentino en la adolescencia indica la participación hormonal. La obesidad es otro factor clave de predisposición en el desarrollo de SCFE.
La fractura se produce en la zona de hipertrofia del cartílago de crecimiento. La presión sobre la cadera provoca que la epífisis se mueva hacia atrás y hacia adentro. Normalmente, la posición y alineación en la SCFE se describe haciendo referencia a la relación del fragmento proximal (epifisis femoral capital) con el cuello femoral. Como la fisis aún está abierta, el flujo de sangre a la epífisis debe desviarse del cuello femoral. Sin embargo, en una etapa posterior de la infancia, el suministro es débil y se pierde con frecuencia después de la fractura. A menudo, la manipulación de la fractura provoca osteonecrosis y la pérdida aguda del cartílago articular (condrólosis) debido a la naturaleza delicada del flujo de sangre.
La SCFE es una fractura Salter-Harris de tipo 1 a través del  cartílago de crecimiento femoral proximal.

## Causa
En general, la SCFE es causado por el aumento de la fuerza aplicada a través de la epífisis, o a una disminución de la resistencia de la fisis a la rotura. La obesidad es el factor de riesgo más importante. En un estudio realizado en Escocia se examinó el peso de 600 000 bebés y se llevó a cabo un seguimiento para ver cuántos padecían de SCFE. En ese estudio, se identificó que los niños obesos tenían casi veinte veces más riesgo que los niños delgados. Por lo tanto, cuanto más peso, mayor el riesgo de SCFE. En el 65 % de los casos de SCFE, la persona está por encima del percentil 95 de peso. Las enfermedades endocrinas que pueden influir (aunque representan un riesgo mucho menor que la obesidad) son el hipotiroidismo, hipopituitarismo y osteodistrofia renal.

## Tratamiento
Es necesaria la consulta con un cirujano ortopédico para reparar este problema.
La enfermedad SCFE, se puede tratar con clavos externos in situ o con clavos y reducción abiertos.